# 동인도네시아국

인도네시아 합중공화국 내의 동인도네시아국의 위치

동인도네시아국(State of East Indonesia, 인도네시아어: Negara Indonesia Timur, 옛 철자: Negara Indonesia Timoer, 네덜란드어: Oost-Indonesië)은 제2차 세계 대전 이후 네덜란드령 동인도의 동부 절반에 형성된 국가였다. 1946년 12월 네덜란드인에 의해 건국된 괴뢰국으로 인도네시아 민족혁명 때 형성된 괴뢰국가로, 전쟁이 끝난 1949년 인도네시아 합중공화국(USI)의 일부가 되었고, 1950년 전쟁이 끝나자 해체되었다. 보르네오섬(셀레베스 제도와 말루쿠 제도, 연안 섬 포함)과 자와섬(발리주와 소순다 열도) 동쪽에 있는 모든 섬으로 구성되었다.

## 같이 보기
- 인도네시아의 역사
- 인도네시아 독립 전쟁